# Melitaea postcelladdita
Melitaea postcelladdita är en fjärilsart som beskrevs av Ruggero Verity 1950. Melitaea postcelladdita ingår i släktet Melitaea och familjen praktfjärilar. Inga underarter finns listade i Catalogue of Life.